# FK Drina HE Višegrad
El FK Drina HE Višegrad (en serbio cirílico: ФK Дpинa XE Bишeгpaд) es un club de fútbol serbobosnio de la ciudad de Višegrad, en la República Srpska. Fue fundado en 1924 y disputa sus partidos como local en el Gradski stadion. El equipo juego en los últimos años en la Segunda Liga de la República Srpska, pero en 23/24 ganaron el título y desde 24/25 juegan en la primera división.

## Temporada de clubes
| 2002–03 | First League of the Republika Srpska | 28 | 11 | 3  | 14 | 30 | 28 | 36 | 9th    |                             |  |
| 2003–04 | First League of the Republika Srpska | 30 | 13 | 2  | 15 | 33 | 39 | 41 | 11th   |                             |  |
| 2004–05 | First League of the Republika Srpska | 30 | 13 | 3  | 14 | 35 | 33 | 42 | 13th ↓ |                             |  |
| 2005–06 | Second League of RS – East           |    |    |    |    |    |    |    | ?th ↑  |                             |  |
| 2006–07 | First League of the Republika Srpska | 30 | 14 | 2  | 14 | 42 | 36 | 44 | 6th    |                             |  |
| 2007–08 | First League of the Republika Srpska | 30 | 13 | 2  | 15 | 38 | 48 | 41 | 10th   |                             |  |
| 2008–09 | First League of the Republika Srpska | 30 | 11 | 6  | 13 | 27 | 44 | 39 | 10th   |                             |  |
| 2009–10 | First League of the Republika Srpska | 26 | 8  | 10 | 8  | 28 | 31 | 34 | 11th   |                             |  |
| 2010–11 | First League of the Republika Srpska | 26 | 8  | 5  | 13 | 27 | 36 | 29 | 12th   |                             |  |
| 2011–12 | First League of the Republika Srpska | 26 | 10 | 6  | 10 | 22 | 25 | 36 | 7th    |                             |  |
| 2012–13 | First League of the Republika Srpska | 26 | 11 | 4  | 11 | 29 | 31 | 37 | 6th    |                             |  |
| 2013–14 | First League of the Republika Srpska | 26 | 12 | 4  | 10 | 42 | 34 | 40 | 5th    |                             |  |
| 2014–15 | First League of the Republika Srpska | 26 | 8  | 6  | 12 | 29 | 37 | 29 | 10th   |                             |  |
| 2015–16 | First League of the Republika Srpska | 22 | 5  | 3  | 14 | 15 | 36 | 18 | 11th ↓ |                             |  |
| 2016–17 | Second League of RS – East           | 30 | 9  | 3  | 18 | 32 | 54 | 30 | 15th   | 1/16 Mladost - Drina HE 7-1 |  |
| 2017–18 | Second League of RS – East           | 30 | 12 | 4  | 14 | 41 | 46 | 40 | 9th    |                             |  |
| 2018–19 | Second League of RS – East           | 27 | 11 | 4  | 12 | 40 | 37 | 37 | 5th    |                             |  |
| 2019–20 | Second League of RS – East           | 16 | 5  | 2  | 9  | 22 | 28 | 17 | 14th   | 1/16 Rudar - Drina HE 3-2   |  |
| 2020–21 | Second League of RS – East           | 18 | 9  | 3  | 6  | 31 | 23 | 30 | 3rd    |                             |  |
| 2021–22 | Second League of RS – East           | 30 | 11 | 5  | 14 | 57 | 65 | 38 | 10th   |                             |  |
| 2022–23 | Second League of RS – East           | 30 | 11 | 6  | 13 | 54 | 54 | 39 | 10th   |                             |  |
| 2023–24 | Second League of RS – East           | 30 | 24 | 4  | 2  | 91 | 26 | 76 | 1st    |                             |  |
| 2024–25 | First League of the Republika Srpska | 8  | 3  | 1  | 4  | 7  | 8  | 9  | 12th   |                             |  |

## Jugadores

### Lista de goleadores en 2024/25
| Place | Player       | Goals |
| ----- | ------------ | ----- |
| 1     | Luka Vulević | 1     |